# Луций Вер
Луций Цеионий Комод Вер Арменски (на латински: Lucius Ceionius Commodus Verus Armeniacus; * 15 декември 130 в Рим; † януари 169 в Алтинум близо до Венеция), познат и само като Луций Вер е римски съимператор с Марк Аврелий в периода от 161 г. до смъртта си през 169 г. През 154, 161 и 167 г. е консул.
Роден е през 130 г. и е син на Авидия Плавция и сенатора Луций Цейоний Комод, който после се казва Луций Елий Цезар, който през 136 г. е осиновен от император Адриан (76 – 138) и става негов наследник и починал преди него на 1 януари 138 г.
Луций Вер е брат на Гай Авидий Цейоний Комод, Цейония Фабия и Цейония Плавция. Полубрат е на Марк Ветулен Цивика Барбар (консул 157 г.) и на Секст Ветулен Цивика Помпеян (консул 136 г.).
По майчина линия е внук на Гай Авидий Нигрин и Игнота Плавция.
През 138 г. младият Вер е осиновен от Антонин Пий, но за разлика от Марк Аврелий, който е осиновен по същото време, той не получава титлата цезар.
Луций Вер е възпитаван от прочутия реторик Марк Корнелий Фронтон, който е горд от неговите способности.
Вер е квестор през 153 г. и консул 154 и през 161 г. с колега Марк Аврелий.
Когато през 161 г. Марк Аврелий се възкачва на трона, Вер незабавно става съимператор – първият случай на съвместен принципат в историята на Рим. Сгоден е за Ания Луцила – дъщерята на Марк Аврелий, за която се жени през 164 г. и от която има 3 деца.

## Император
Въпреки че формално делял наравно властта с Аврелий, Вер не участвал реално в управлението. Отстъпвайки всички задължения и отговорности на своя съимператор, той прекарвал времето си в пируване, състезания и различни забавления, заобиколен от разкош, сред актьорска трупа и придворни фаворити. Луксозният живот, който водел, струвал твърде скъпо на държавата, а на него самия носела славата на прахосник и безделник. Подобно на Клавдий се обградил с много либертини, които по-късно щели да манипулират управлението на Комод.
Научавайки че властта в Рим е поета от двама императора, владетелят на Партското царство решава, че между тях ще започне конфликт, нахлува в Армения и напада източните провинции – Кападокия и Сирия. Два от легионите, които пазят източната граница, са унищожени от партите. За да го избави от безпътния му начин на живот, Аврелий изпратил Вер на изток, за да оглави кампанията срещу царство Партия, с което се води война за контрола над Армения (162-165 г.). Луций Вер оставил военните действия в ръцете на военачалниците Авидий Касий и Стаций Приск, а той самият се отдал на разюздани развлечения в Антиохия. В това време римските легиони успешно овладяват Месопотамия. В тази война е унищожен град Селевкия на река Тигър и дворците в партската столица Ктезифон са изравнени със земята от Авидий Касий през 164 г. При изтеглянето си от Месопотамия обаче войските донасят със себе си заразна епидемия, която става причина за измирането на голяма част от населението на империята.
Връщайки се от победната кампания, Вер е удостоен с триумф на 12 октомври 166 г. в Рим и получава титлите „Арменски“, „Партски“ и „Медийски“. Освен това е четирикратно акламиран като император. През 167 г. Луций Вер е консул заедно с Марк Умидий Квадрат Аниан.
През пролетта на 168 г. след започването на Маркоманските войни Вер и Аврелий са на квартира в Аквилея, но заради епидемията двамата решават да се върнат през началото на 169 г. в Рим. През 169 г., на връщане от съвместния им поход с Марк Аврелий срещу германите, Луций Вер умира, вследствие на заболяване – чума или едра шарка. Съществуват и съмнения, че може би е отровен. Получава традиционното посмъртно обожествяване от Сената.